# Monumension
Monumension – szósty album studyjny norweskiego zespołu Enslaved, wydany 27 listopada 2001 roku.

## Lista utworów
| Nr  | Tytuł utworu                                          | Długość |
| --- | ----------------------------------------------------- | ------- |
| 1.  | „Convoys to Nothingness”                              | 7:58    |
| 2.  | „The Voices”                                          | 6:07    |
| 3.  | „Vision: Sphere of the Elements - A Monument Part II” | 4:58    |
| 4.  | „Hollow Inside”                                       | 5:38    |
| 5.  | „The Cromlech Gate”                                   | 6:55    |
| 6.  | „Enemy I”                                             | 5:16    |
| 7.  | „Smirr”                                               | 4:26    |
| 8.  | „The Sleep: Floating Diversity - A Monument Part III” | 8:12    |
| 9.  | „Outro: Self-Zero”                                    | 3:08    |
| 10. | „Sigmundskvadet” (utwór dodatkowy)                    | 6:59    |
|     |                                                       | 59:37   |

## Twórcy
Zespół Enslaved w składzie
- Grutle Kjellson - gitara basowa, śpiew
- Ivar Bjørnson - gitara, instrumenty klawiszowe
- Richard Kronheim - gitara
- Per "Dirge Rep" Husebø - instrumenty perkusyjne

Gościnnie
- Trygve Mathiesen - śpiew na "Hollow Inside"
- Dennis Reksten - minimoog, vocoder, syntezatory, efekty